# La Palma del Condado
La Palma del Condado és un municipi de la província de Huelva, a la comunitat autònoma d'Andalusia, aquesta població és seu de Partit Judicial.

## Demografia
| 1996  | 1998  | 1999  | 2000  | 2001  | 2002  | 2003  | 2004  | 2005  | 2006   | 2007   |
| ----- | ----- | ----- | ----- | ----- | ----- | ----- | ----- | ----- | ------ | ------ |
| 9.749 | 9.614 | 9.709 | 9.695 | 9.777 | 9.772 | 9.675 | 9.790 | 9.925 | 10.074 | 10.192 |

## Persones il·lustres
- Manuel Siurot,pedagog.
- Alejandro Alfaro, jugador de futbol del Sevilla FC.
- Miguel Pardeza, exjugador de futbol del Reial Madrid i del Reial Saragossa.